# (32919) 1995 CJ1
1995 CJ1 (asteroide 32919) é um asteroide da cintura principal. Possui uma excentricidade de 0.18863190 e uma inclinação de 4.23446º.
Este asteroide foi descoberto no dia 3 de fevereiro de 1995 por Kin Endate e Kazuro Watanabe em Kitami.